# Amaracarpus nouhuizii
Amaracarpus nouhuizii är en måreväxtart som först beskrevs av Theodoric Valeton, och fick sitt nu gällande namn av Theodoric Valeton. Amaracarpus nouhuizii ingår i släktet Amaracarpus och familjen måreväxter. Inga underarter finns listade i Catalogue of Life.